# Strada statale 4 bis del Terminillo
La ex strada statale 4 bis del Terminillo  (nota anche come via del Terminillo o Terminillese), oggi strada regionale 4 bis è una strada regionale italiana che collega la città di Rieti con le località del Monte Terminillo, terminando a Campoforogna (1675 m s.l.m.).

## Storia

### Ideazione
Fino all'inizio del Novecento, il monte Terminillo era accessibile solo a montanari ed alpinisti: la strada carrozzabile terminava nel paese di Lisciano (a quota 610 metri), e da lì si doveva proseguire a piedi o a dorso di mulo, su sentieri e mulattiere.
All'inizio degli anni Trenta, visto il numero sempre maggiore di sciatori ed escursionisti che frequentavano la montagna, si era ormai affermata l'idea che fosse necessaria la costruzione di una strada carrozzabile che permettesse di facilitare l'accesso alle piste da sci. Grazie all'intervento di Angelo Manaresi, presidente del Club Alpino Italiano, il governo Mussolini decise di costruire sulla montagna una moderna stazione sciistica, in modo da dotare Roma di un polo sportivo per la pratica degli sport invernali (una "montagna di Roma"), da affiancare agli stabilimenti balneari di Ostia (la "spiaggia di Roma").
Il primo intervento che si rese necessario fu la costruzione di un'ampia e comoda strada per raggiungere le piste da sci. La costruzione dell'arteria fu ordinata da Benito Mussolini in persona al podestà di Rieti, Alberto Mario Marcucci. Per obbedire all'ordine, Marcucci dovette distogliere molti dei fondi destinati alla bonifica della Piana Reatina e si guadagnò molte critiche dai cittadini di Rieti. Alle spese di costruzione contribuì lo stesso Mussolini con la somma di 400 000 lire.

### Progettazione e costruzione

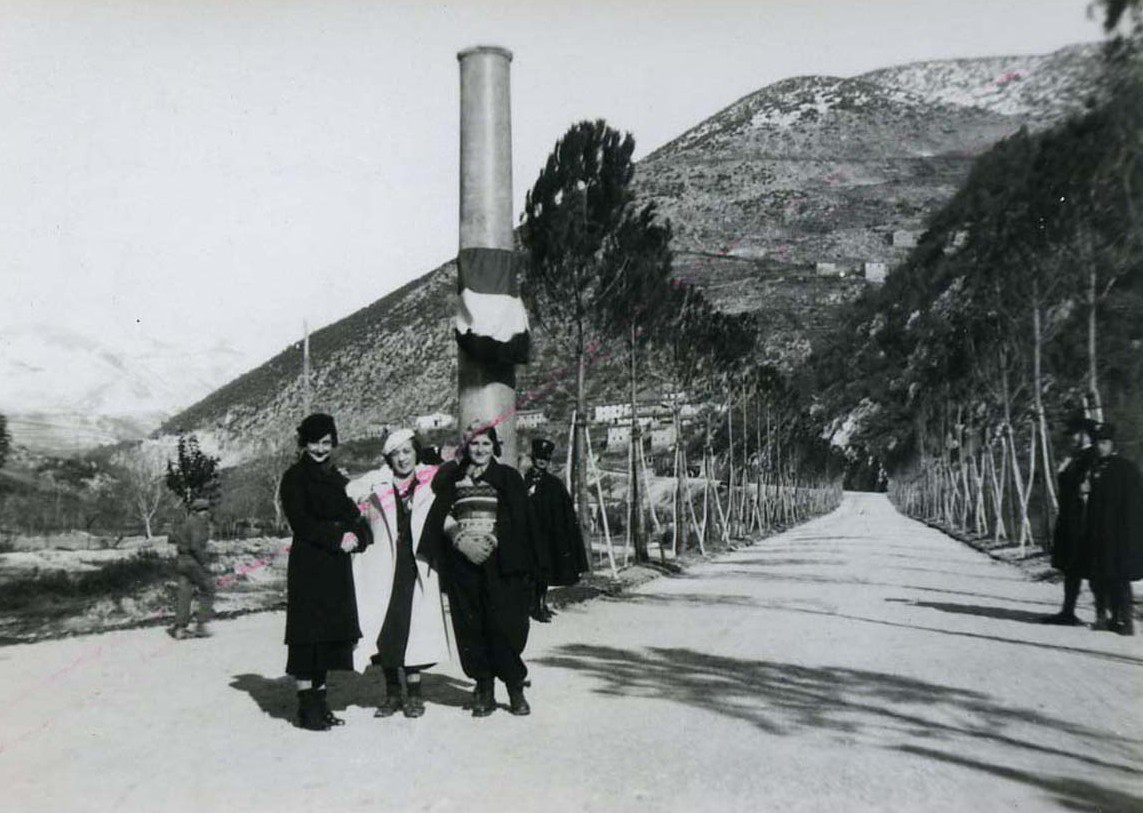
L'inaugurazione della strada Terminillese presso Lisciano (22 gennaio 1933). È visibile la colonna che segna l'inizio dell'ascesa.

La strada prese il nome di Via Terminillese e venne configurata come diramazione della strada statale 4 Via Salaria: il primo tratto, dall'innesto con la Via Salaria alle porte di Rieti (400 m s.l.m.) fino a Lisciano (610 m), esisteva già e andava solo allargato e sistemato; da Lisciano in poi si sarebbe costruita una nuova strada.
La progettazione fu affidata all'ingegnere civile tedesco Heinrich Gassmann (padre del futuro attore Vittorio). Il progetto fu redatto secondo criteri ingegneristici moderni, in modo da rendere più agevole possibile il superamento del notevole dislivello (pari ad oltre mille metri) e da creare meno problemi agli automezzi. Il tracciato scelto, infatti, ascende con grande regolarità, distribuendo equamente il dislivello lungo tutta la sua lunghezza. La strada poteva essere percorsa a grande velocità, perché fu dotata di raggi di curvatura piuttosto ampi; solo in quattro punti la direzione dell'ascesa veniva invertita con dei tornanti, dove si era costretti a rallentare. Anche la carreggiata era insolitamente larga per gli standard dell'epoca.

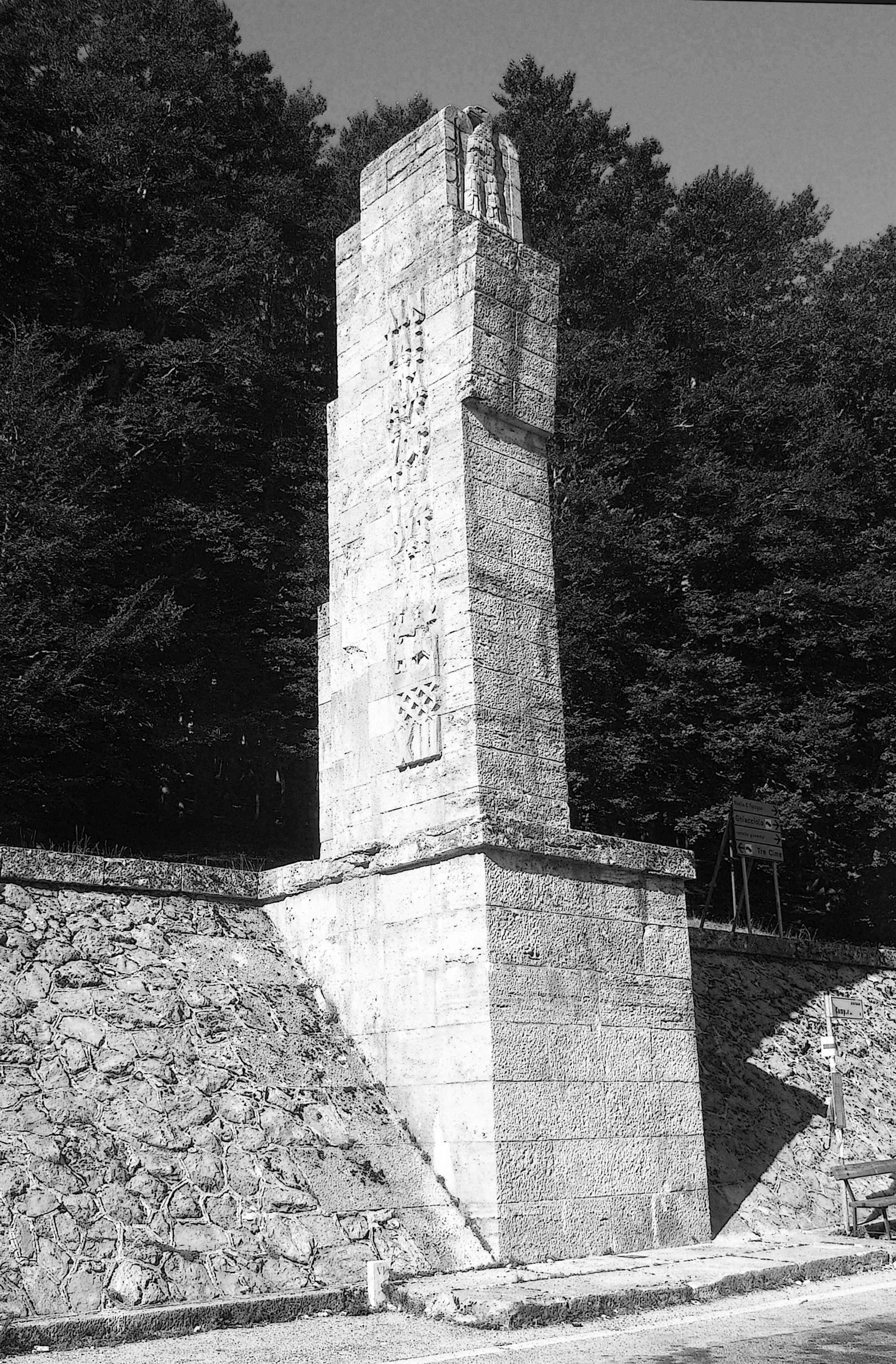
Il cippo dedicato ai Martiri della Rivoluzione Fascista (1935), posto al culmine della strada

La Terminillese sarebbe terminata a Campoforogna (1675 m), dove era prevista la costruzione di un piazzale da adibire a parcheggio. Campoforogna sarebbe stata inoltre il punto di inizio e di fine di una breve strada ad anello, lunga circa un chilometro, che avrebbe permesso agli autobus di invertire la marcia per tornare a valle senza necessità di retromarce e di pericolose manovre. I lavori vennero avviati quasi subito, all'inizio del 1933; il primo tronco della strada (da Lisciano fino ai 1080 metri del pianoro di Pian de' Rosce) venne completato già a dicembre dello stesso anno. Nel 1935 la strada arrivò fino a Campoforogna, mentre gli ultimi lavori per renderla transitabile anche in inverno furono conclusi nel 1938. La sua costruzione fu fortemente enfatizzata dalla propaganda del regime: al suo termine (Campoforogna) fu eretto un cippo in memoria dei Martiri della Rivoluzione Fascista, mentre al suo inizio (Lisciano) fu posta una colonna di granito con l'iscrizione:

### Esercizio e successivi interventi

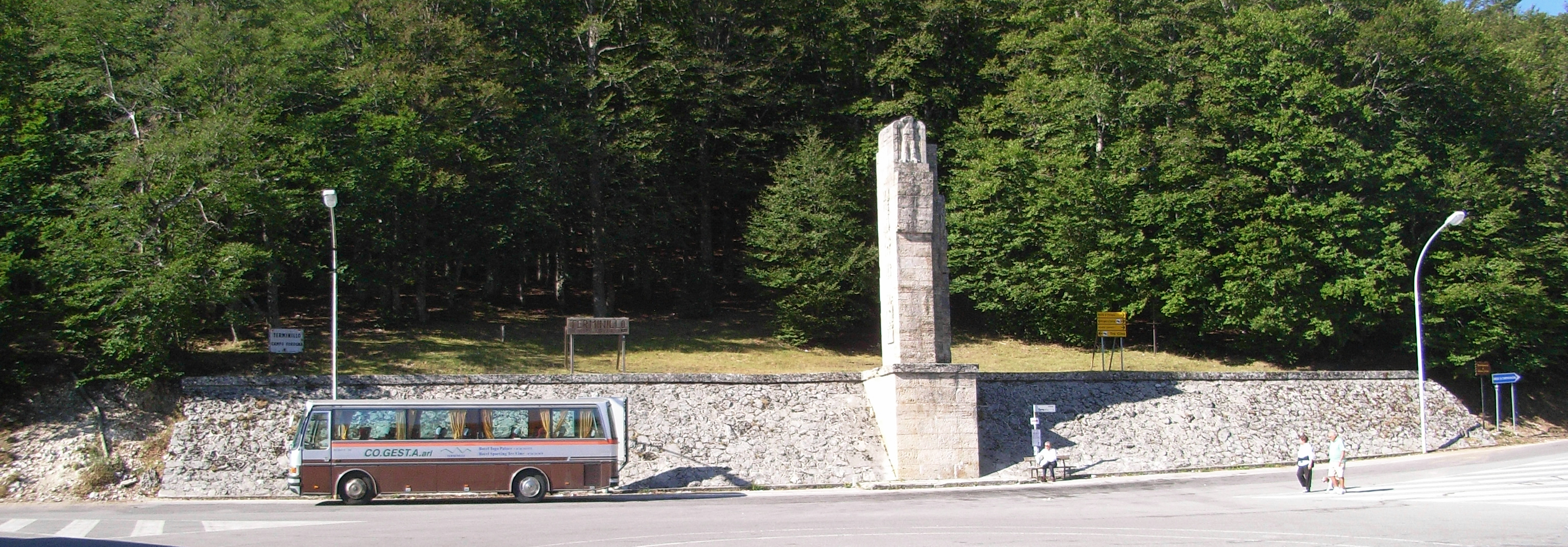
Il piazzale di Campoforogna in estate e il cippo di epoca fascista

La strada entrò immediatamente nel circuito delle più note salite ciclistiche, e fu inaugurata il 29 maggio 1936 con il passaggio di una tappa del 24º giro d'Italia (prima occasione in cui fu introdotta la modalità della corsa a cronometro). Per quattro anni consecutivi, la scalata del Terminillo entrò a far parte della corsa rosa divenendo una delle tappe "clou".
Nel 1942 fu classificata come strada statale e gli fu assegnata la numerazione 4 bis. Negli anni cinquanta l'amministrazione provinciale di Rieti realizzò un prolungamento della Terminillese, che da Campoforogna porta a termine l'ascesa fino alla Sella di Leonessa (punto di valico, a 1900 metri di quota) per poi scendere lungo il lato nord del Terminillo e terminare a Leonessa (970 m): si tratta della strada provinciale 10 Turistica del Terminillo. In tal modo, la salita del Terminillo è diventata un vero e proprio passo appenninico, che costituisce un collegamento alternativo tra la Piana di Rieti e l'altopiano di Leonessa. 
Nel 2002 è stata declassata a strada regionale e la sua gestione è passata dall'ANAS alla regione Lazio (che la gestisce tramite la società Astral). La tratta di competenza della regione è dal chilometro 5 in poi; fino al km 5 è gestita dal comune di Rieti come se fosse una strada urbana.

## Descrizione
La strada ha inizio ad un'altitudine di 408 metri s.l.m. appena fuori dal centro storico di Rieti (a seicento metri da Porta d'Arci) staccandosi dalla via Salaria per L'Aquila, il vecchio tracciato della strada statale 4 Via Salaria, sostituito negli anni Novanta dalla variante in superstrada che scorre all'esterno della città. Questa zona era esterna alla città quando la strada fu costruita, ma è divenuta densamente abitata con lo sviluppo urbanistico avvenuto tra gli anni cinquanta e gli anni ottanta, rendendo a tutti gli effetti urbano questo primo tratto di strada. La Terminillese incrocia quasi subito la ferrovia Terni-Rieti-L'Aquila ed attraversa il quartiere di Piazza Tevere. Dopo il semaforo con cui incrocia via Palmiro Togliatti, nei pressi dell'ex ospedale psichiatrico, la Terminillese continua a scorrere affiancata da pini con pendenze modeste (2-3%) e un tracciato del tutto rettilineo, costeggiando il quartiere di Campoloniano (sulla destra) ed il colle de La Foresta (sulla sinistra), su cui sorge la frazione di Castelfranco ed il santuario francescano della Foresta.

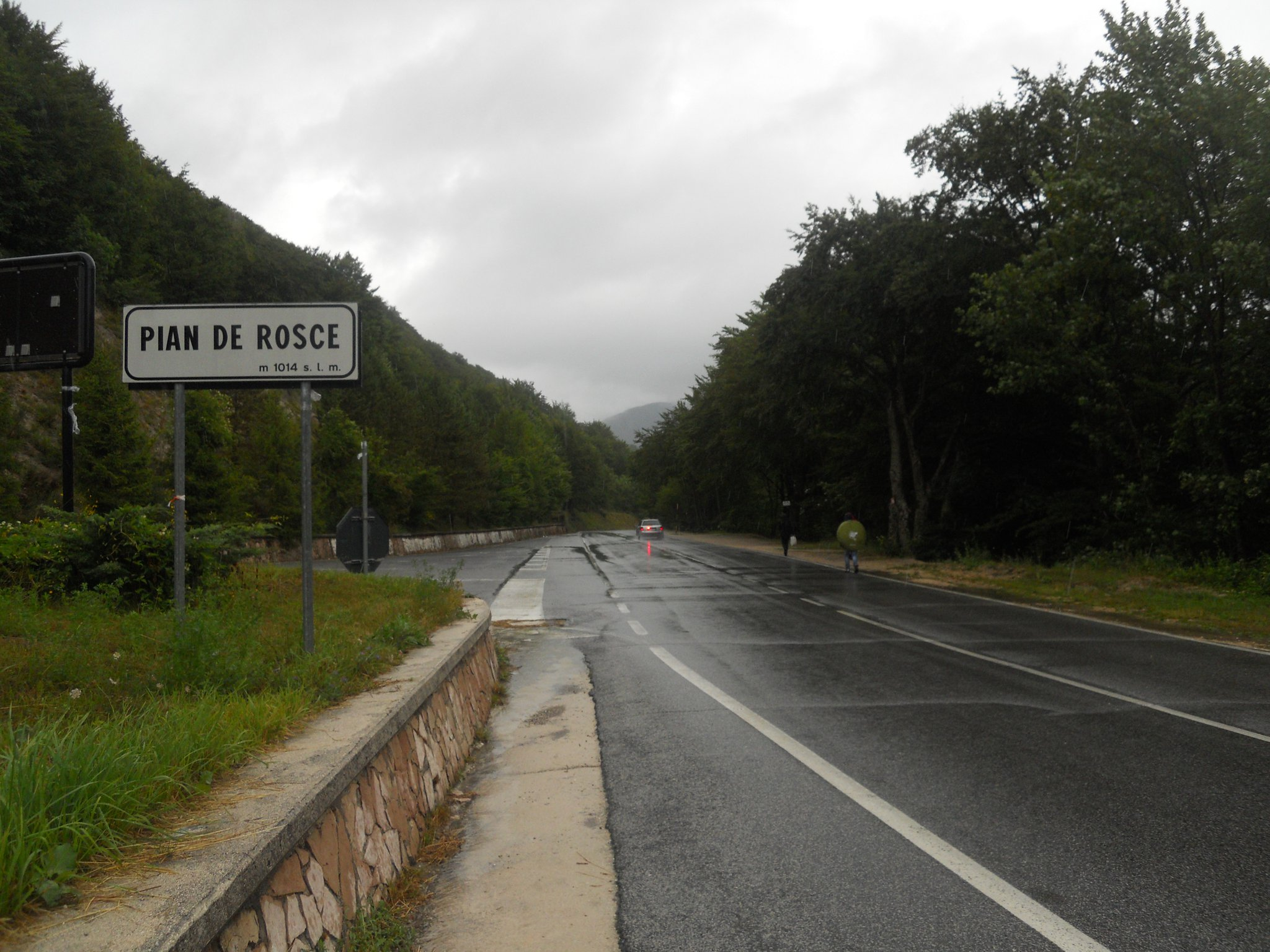
La strada nel falsopiano di Pian de' Rosce

Abbandonata la periferia di Rieti la Terminillese attraversa al km 4 la frazione di Vazia (512 m s.l.m.), che viene attraversata nel mezzo, e più avanti la frazione di Lisciano, che viene solo costeggiata. A Lisciano sulla Terminillese si innesta via Maestri del Lavoro, dalla quale riceve il traffico che proviene dalla viabilità a scorrimento veloce tramite lo svincolo Nucleo industriale della Salaria. La strada inizia a salire con più decisione proprio a Lisciano, in corrispondenza di una colonna di granito (situata sul bordo della strada al km 5,5 - coordinate 42°26′41.17″N 12°54′58.25″E - a 560 metri s.l.m.) che marca tradizionalmente il punto di partenza delle cronoscalate ciclistiche ed automobilistiche per il Terminillo. Da lì in poi la strada ascende con una pendenza media del 7,5% e punte dell'11%, toccando Pian de Rosce (1080 m s.l.m.) al km 13, Pian de Valli (1620 m s.l.m.) al km 19 e terminando a Campo Forogna (1675 m s.l.m.) al km 22.

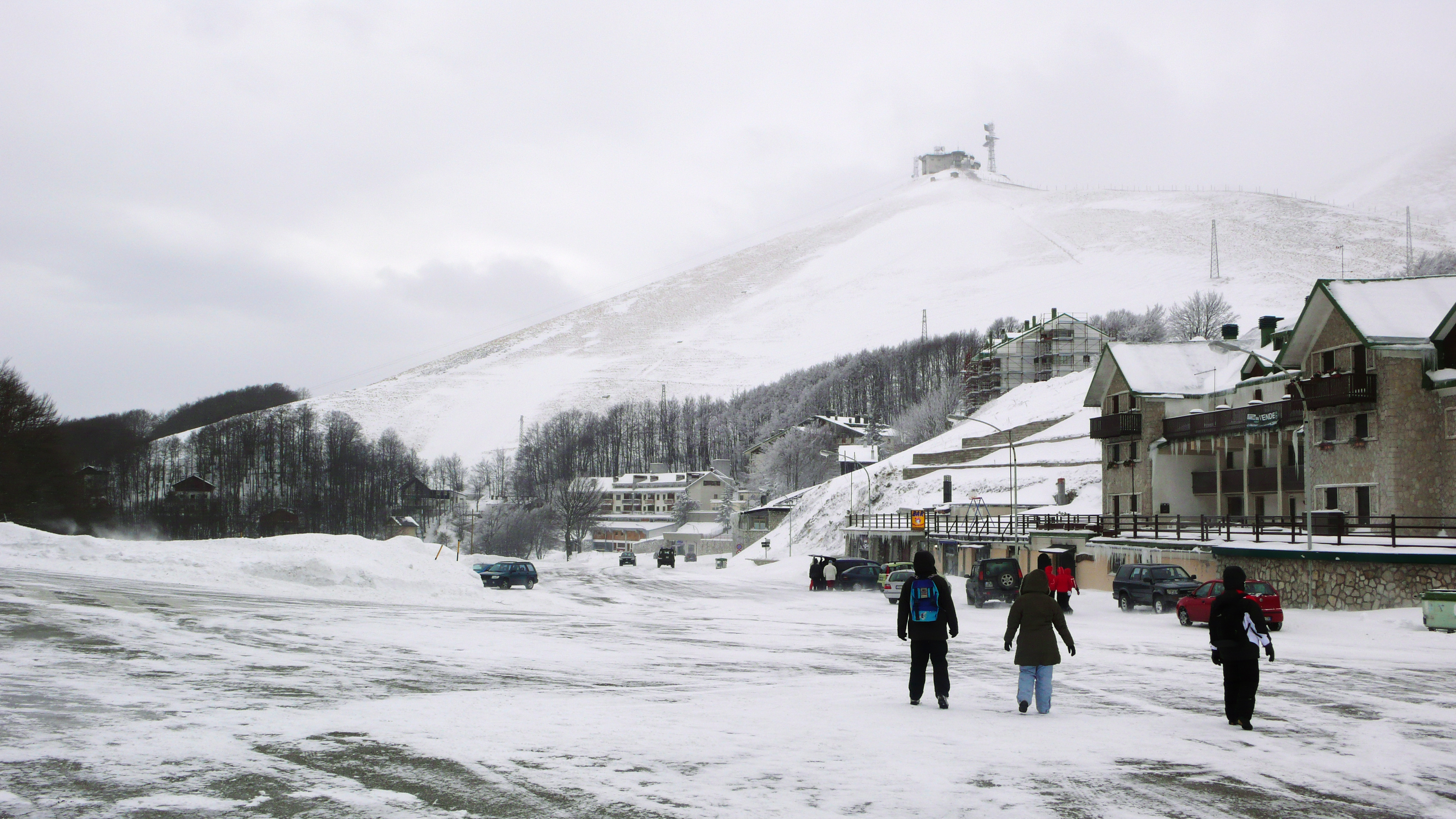
Gli ultimi metri della strada fotografati dal piazzale-rotatoria di Campo Forogna

Al suo termine è presente una rotatoria dove ha il suo inizio e la sua fine la strada panoramica circolare via dell'anello; vi ha inoltre origine la Strada Provinciale 10, ideale prosecuzione della Terminillese, che continua l'ascesa fino alla soprastante Sella di Leonessa (punto di valico, a quasi 1900 metri s.l.m.) e che raggiunge Leonessa con la successiva discesa lungo la Vallonina. A margine della rotatoria si trova un cippo in travertino in memoria dei Martiri della Rivoluzione Fascista, opera dell'artista reatino Arduino Angelucci, innalzato nel 1935 per celebrare la fine dei lavori di costruzione della strada. A livello amministrativo, la strada Terminillese è interamente compresa nel comune di Rieti; la strada provinciale 10 ricade invece all'interno dei comuni di Micigliano (fino al valico) e Leonessa. Al km 18+200 è percorsa mediamente da 360 veicoli al giorno, di cui il 22% di mezzi pesanti.

## Sport

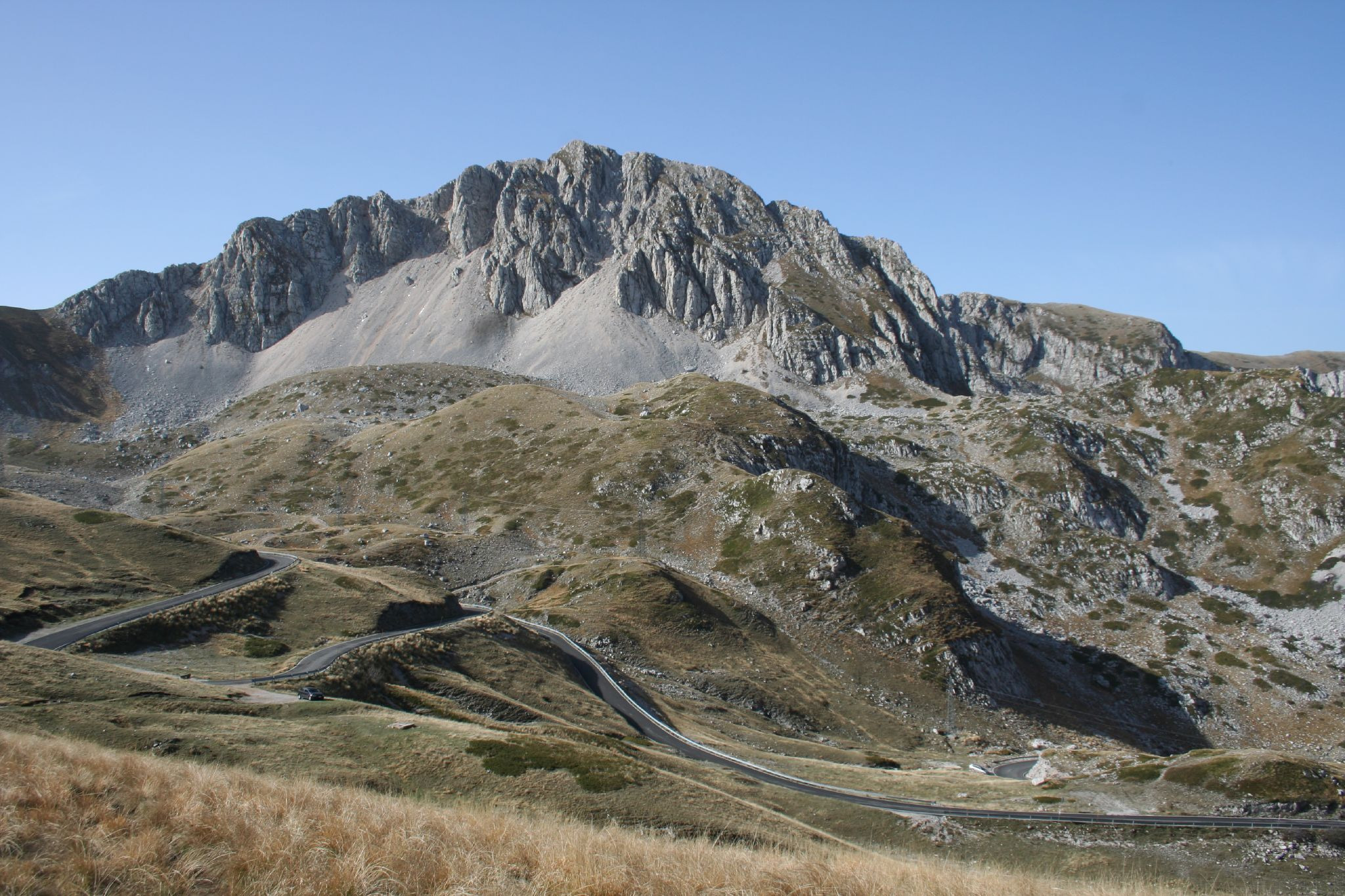
La strada provinciale 10 si arrampica sulla Sella di Leonessa lungo la Valleonina

Lungo il suo percorso (da Lisciano a Campoforogna) si tiene ogni anno la competizione automobilistica Coppa Bruno Carotti, che appartiene al campionato italiano ed internazionale velocità montagna. Quella del Terminillo è una scalata storica del Giro d'Italia, e la statale è stata più volte attraversata dalla carovana del Giro. Queste le edizioni in cui Terminillo era arrivo di tappa:
| Edizione | Tappa | Percorso                               | km    | Vincitore di tappa   |
| -------- | ----- | -------------------------------------- | ----- | -------------------- |
| 1936     | 11ª   | Rieti > Terminillo (cron. individuale) | 20,0  | Giuseppe Olmo        |
| 1937     | 8ª    | Rieti > Terminillo (cron. individuale) | 20,0  | Gino Bartali         |
| 1938     | 7ª    | Rieti > Terminillo (cron. individuale) | 19,8  | Giovanni Valetti     |
| 1939     | 11ª   | Rieti > Terminillo (cron. individuale) | 14,0  | Giovanni Valetti     |
| 1987     | 8ª    | Terni > Terminillo                     | 208,0 | Jean-Claude Bagot    |
| 1992     | 6ª    | Latina > Terminillo                    | 197,0 | Luis Herrera         |
| 1997     | 5ª    | Arezzo > Terminillo                    | 218,0 | Pavel Tonkov         |
| 2003     | 7ª    | Avezzano > Terminillo                  | 143,0 | Stefano Garzelli     |
| 2010     | 8ª    | Chianciano Terme > Terminillo          | 189,0 | Chris Anker Sørensen |